# Magène

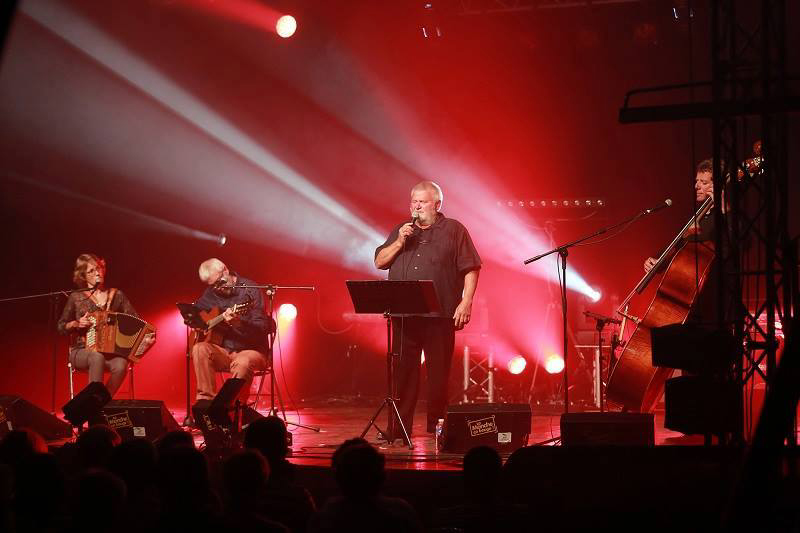
Magène : Théo Capelle est accompagné sur scène par Jean-Louis Dalmont, Manuela Lecarpentier et Dany Pinel. Festival de Tatihou 2016.

Magène est une association fondée en 1989, ayant entrepris de créer un nouveau répertoire de chansons en normand, ceci dans le but de sauvegarder et de faire vivre la langue. Les musiques originales des chansons ont été composées par Daniel Bourdelès et, pour un CD de chansons pour enfants, par Véronique Pézeril. Les auteurs mis en musique sont d'hier et d'aujourd'hui. Parmi les auteurs anciens, citons Georges Métivier, Augustus Asplet Le Gros, Charles Lemaître, Pierre Guéroult, Fernand Lechanteur, Louis Beuve, Joseph Mague. Parmi les auteurs contemporains, citons Marcel Dalarun, Alphonse Allain, Côtis-Capel et Frank Le Maistre.

## Discographie
- 1989 : Calitchumbelet (en français : Galipette)
- 1992 : Rouogie du sei (en français : Coucher de soleil rouge)
- 1994 : La louerie (en français : Marché aux domestiques)
- 1998 : Dauns men prêchi (en français : Dans ma langue)
- 2000 : Caunchounettes normaundes (en français : Chansonnettes normandes)
- 2001 : Magène en concert
- 2004 : Les Ouées de Pirou (en français : Les oies de Pirou)
- 2004 : Eun miot de souovenin (en français : Un peu de souvenir)
- 2006 : DVD de la comédie musicale les Ouées de Pirou
- 2007 : Veillie normaunde (en français : Veillée normande)
- 2008 : Grans de sablle (en français : Grains de sable)
- 2009 : R'vans (en français : Regains)
- 2011 : La dentélyire (en français : La dentellière)
- 2013 : Angelina - Chansons du Bessin
- 2014 : Je syis magnifique ! (en français : Je suis magnifique)
- 2019 : Les diries de la mé (en français : Ce que la mer raconte)
- 2022 : La Hague, men trige (en français : La Hague, ma terre)

Ainsi donc, ce répertoire musical d'aujourd'hui contribue-t-il à faire vivre la langue normande dans un contexte régional fortement marqué par la disparition progressive des locuteurs. On ne compte plus aujourd'hui qu'environ 25000 locuteurs en Normandie. Les spectacles et les disques proposés par le groupe permettent ainsi de diffuser le projet de sauvegarde du parler normand.

## Activité
Magène travaille étroitement avec des associations régionales : Prêchi Normaund, de Saint-Georges-de-la-Rivière, Les Amis du Donjon de Bricquebec et l'Université Populaire Normande du Coutançais.
Enfin, en publiant 75 poèmes de Marcel Dalarun dans un ouvrage de 240 pages intitulé A men leisi, les Éditions L'Harmattan ont permis à la langue normande d'être aujourd'hui distribuée dans de nombreuses librairies francophones.
En 2008, le groupe Magène participe à la Fête des Rouaisouns, festival de langue normande à Jersey.
En 2013, Magène participe à Quettehou à la 16e édition de la Fête des Rouaisons avec le groupe Badlabecques originaire de Jersey qui chante en langue jersiaise.La Société 
En 2014, le groupe Magène fête ses 25 ans de concerts et de réalisation de disques. À cette occasion, le groupe sort son nouvel album Je syis magnifique !. 
En 2016, Magène se produit lors du festival nocturne normand des "Traversées Tahitou" sur l'île de Tahitou à Saint-Vaast La Hougue. Magène participe également à « La fête de l'Avranchin » en juillet de la même année. 
"Magène", le groupe de scène : Théo Capelle est le chanteur « historique » de Magène. Ses musiciens : Jean-Louis Dalmont: guitare, Manuela Lecarpentier: accordéon, Dany Pinel: contrebasse. Jean-Jacques Marin, pianiste et arrangeur, assure également l'accompagnement des spectacles.
L'association fait adopter une signalétique bilingue aux villages de Brestot  et de Bricquebec.

## Dictionnaire
Sur son site associatif, Magène propose un dictionnaire de plus de 3 000 mots normands ainsi que plusieurs lexiques spécialisés (pluies, oiseaux, fleurs), un glossaire des mots normands au Québec et une étude sur les mots normands d'origine scandinave.
De nombreuses autres ressources (cours de normand, galerie d'auteurs d'expression normande…) y sont également disponibles.
Un dictionnaire actualisé composé d'environ 28 000 mots normands a été édité en 2013 par les associations "Les Amis du Donjon" et "Magène". De plus, de nombreux ouvrages créés par l'association sont désormais proposés sur le site et dans les rencontres publiques (expos, salons).

### Articles annexes
- Musique traditionnelle des îles anglo-normandes
- Fête des Rouaisouns